# Peugeot 5008
El Peugeot 5008 es un monovolumen del segmento C (segmento D a partir del 2016) que el fabricante de automóviles francés Peugeot puso a la venta en el cuarto trimestre de 2009. Tiene motor delantero trasversal, tracción delantera, carrocería de cinco puertas y cinco o siete plazas. Utiliza la misma plataforma del Citroën C4 Picasso, que a su vez es una versión alargada de la del Peugeot 308 y Peugeot 3008.
Pese a lo que sugiere su nombre, en la primera generación era más pequeño que el Peugeot 407 y el Peugeot 4007. El 5008 se enfrenta a rivales como el Ford Grand C-Max, el Opel Zafira, el Citroën Grand C4 Picasso, el Renault Grand Scénic y el Volkswagen Touran.
A partir de la segunda generación en 2016 aumentó en tamaño convirtiéndose así en rival directo del trío del grupo Volkswagen Seat Tarraco, Skoda Kodiaq, y Volkswagen Tiguan.

## Primera generación (2009-2016)
En su lanzamiento, la gama de motores del 5008 estaba compuesta por un gasolina de 1.6 litros y 120 o 150 CV, un diésel de 1.6 litros y 109 CV, y un diésel de 2.0 litros y 150 o 163 CV. Todos los motores son de cuatro cilindros en línea y cuatro válvulas por cilindro, y ya se ofrecen en otros modelos del Groupe PSA. El gasolina de 150 CV lleva turbocompresor, intercooler e inyección directa de combustible, en tanto que el gasolina de 120 CV carece de los tres elementos. Todos los motores diésel incorporan inyección con common-rail, turbocompresor de geometría variable e intercooler.
Partiendo desde el acabado Active hay una opción denominada Family que incorpora de serie, el techo panorámico, display y opción video en las plazas traseras.
La primera generación del Peugeot 5008 llegó al mercado en 2009 para cubrir el hueco de monovolúmenes del segmento D de la compañía francesa. Compartía plataforma con el Citroën Grand C4 Picasso y hacía gala de un gran espacio interior, con la posibilidad de contar hasta con siete plazas.

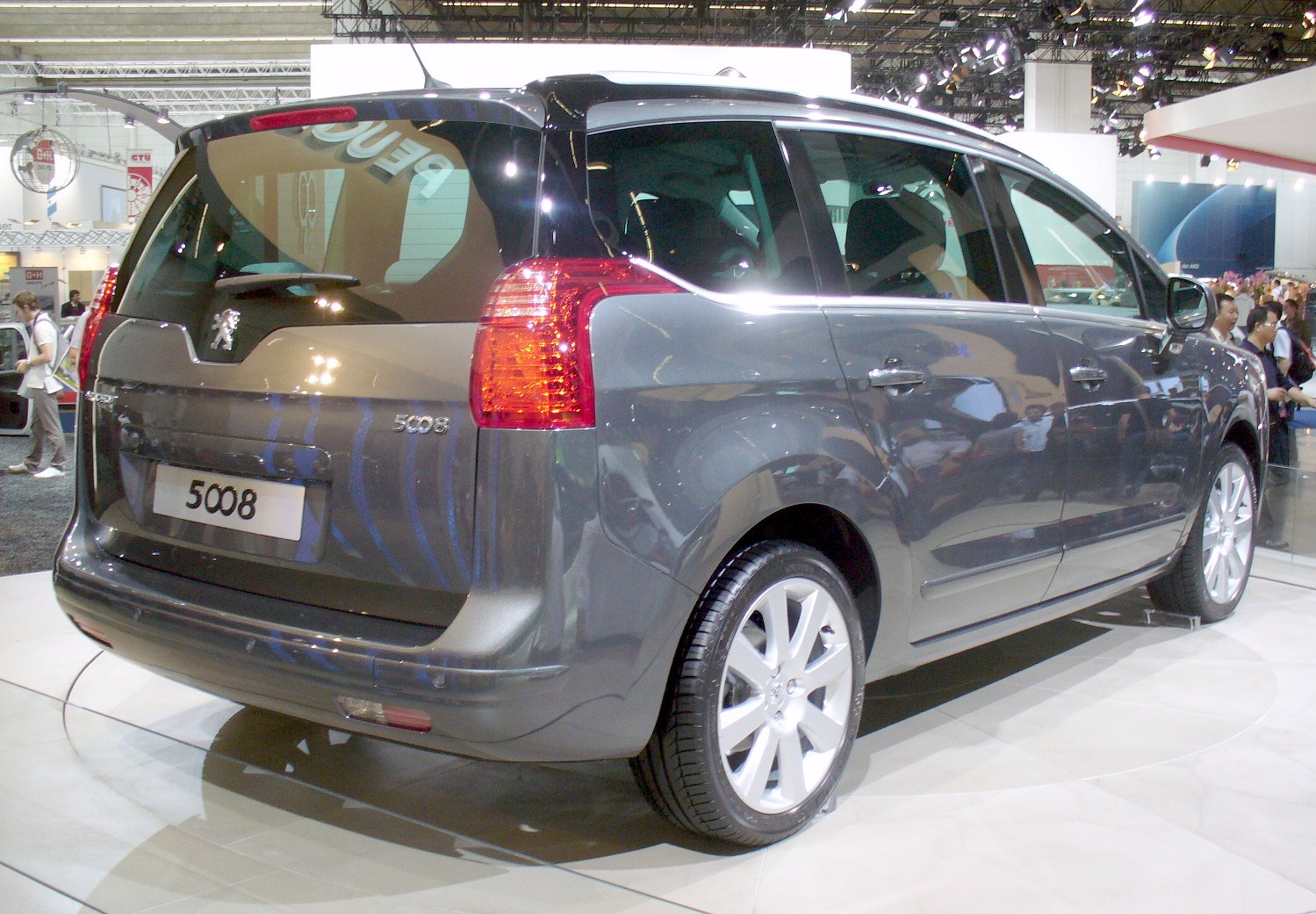
Vista Trasera.

## Segunda generación (2016-2024)
En 2016, se pone a la venta el nuevo 5008 que pasa a ser un vehículo de la categoría SUV. Este modelo aparece después de la segunda generación del Peugeot 3008, que también se presentó en el 2016 en la categoría SUV.

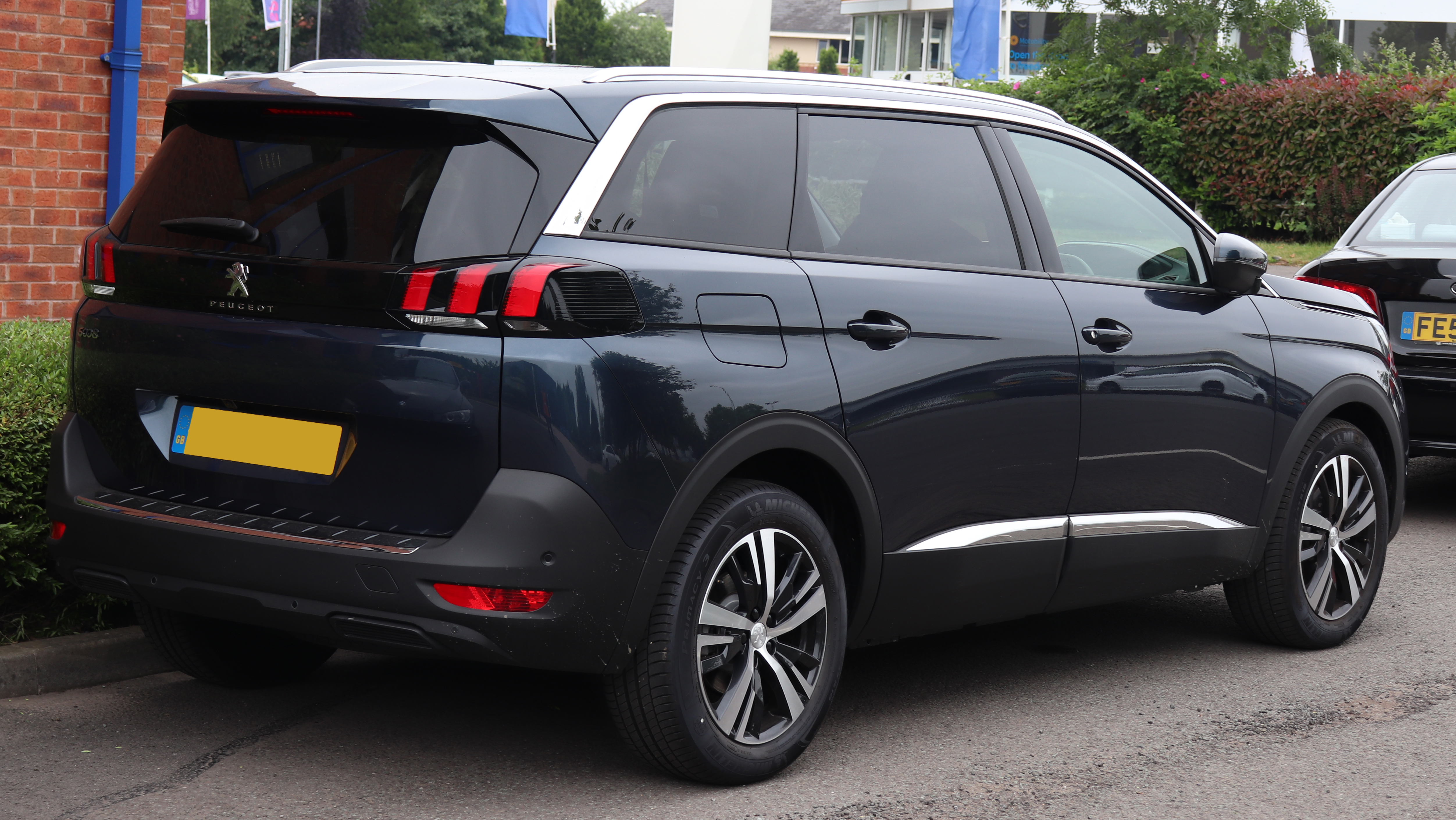
Vista Trasera.

## Tercera generación (2024-presente)
El 5008 de tercera generación se presentó el 20 de marzo de 2024. El 5008 es esencialmente la versión más larga del 3008 y se basa en la plataforma STLA Medium. El 5008 se producirá exclusivamente en la planta de PSA Sochaux, con los motores eléctricos fabricados y producidos por la empresa conjunta STELLANTIS-NIDEC en Trémery, Francia, y las baterías ACC fabricadas en una gigafábrica en Douvrin, Francia.